# 千坂高房
千坂 高房（ちさか たかふさ）は、江戸時代前期の武士。米沢藩上杉家の江戸家老。千坂高治の子で、千坂景親の玄孫にあたる。通称の千坂 兵部（ちさか ひょうぶ）で知られる。太郎左衛門、釆女とも。子に尚親。

## 経歴
千坂氏は上杉氏に古くから仕え、15世紀後半には「上杉方被官、長尾、石川、斎藤、千坂、平子、この五人古臣なり」と伝えられ、関東・越後を統治する上杉氏古臣という評価を得ていた。　千坂高房は16世紀半ばに越後を統治するようになる長尾為景に仕えた千坂景長の後裔。曽祖父の千坂景親は 上杉謙信の親衛隊の役割を果たし、上杉景勝政権下で上杉家の外交役として伏見留守居役を務め、関ヶ原の戦い後には米沢藩初代江戸家老として徳川家との折衝役を務めた。また、従兄弟に江戸幕府旗本の筑紫茂門（左大夫）がいる。
寛文8年（1668年）11月5日、千坂家の家督を相続したが、寛文4年（1664年）、藩主上杉綱勝急死によって米沢藩領を30万石から15万石に減らされたため、家臣たちも半知となって千坂家の所領はこのとき1565石となっていた（もともとは3130石）。
延宝2年（1676年）6月2日、世襲してきた江戸家老に就任。元禄12年（1699年）4月23日、隠居して米沢に帰国した。隠居料として15人扶持を与えられる。元禄13年（1700年）5月9日に死去した。享年62。
墓所：山形県米沢市日朝寺。

## 忠臣蔵
『忠臣蔵』を題材にしたドラマでは、実際の千坂が赤穂事件の際にはすでに死去しているにもかかわらず、吉良邸討ち入りの際に実父吉良義央を助けるために出兵しようとする主君上杉綱憲を制止する役などで登場することが多い。これは、大佛次郎の小説『赤穂浪士』の影響である。当該作では、
山鹿素行の高弟である千坂が、堀田隼人や蜘蛛の陣十郎といった架空キャラクターを使い赤穂義士に対抗する。
近年では、千坂が当時すでに死去していたことが知られるようになったため、かわって当時の上杉家江戸家老色部安長がこの役を代行することが多くなった。ただし、史実では色部もこの時父の喪中だったため出仕しておらず、実際に綱憲を諌止する役目を果たしたのは畠山義寧である。

## 子孫
子孫は代々米沢藩の重職を務め、七家騒動で上杉治憲に竹俣当綱や莅戸善政の免職を要求して、隠居閉門に追いこまれた千坂高敦や明治時代の貴族院議員千坂高雅、女詐欺師として知られる千坂光子は、高房の子孫になる。湯川れい子も子孫にあたる。

## 演じた俳優
映画
- 小杉勇（『赤穂浪士 天の巻・地の巻』、1956年、松田定次監督）
- 小沢栄太郎（『赤穂浪士』、1958年、渡辺邦男監督）
- 山村聡（『忠臣蔵 櫻花の巻・菊花の巻』、1959年、松田定次監督）
- 市川右太衛門（『赤穂浪士』、1961年、松田定次監督）
- 志村喬（『忠臣蔵 花の巻・雪の巻』、1962年、稲垣浩監督）
- 森繁久彌（『四十七人の刺客』、1994年、市川崑監督）

テレビドラマ
- 實川延若 (3代目)（「赤穂浪士 (NHK大河ドラマ)」　1964年）
- 西村晃（『あゝ忠臣蔵』、1969年、関西テレビ）
- 丹波哲郎（『大忠臣蔵』、1971年、NET）
- 山村聡（『赤穂浪士』、1979年、テレビ朝日）
- 石橋蓮司(『忠臣蔵』、1996年、フジテレビ）
- 里見浩太朗（『赤穂浪士』、1999年、テレビ東京）
- 竜雷太（『元禄繚乱』、1999年、NHK）
- 夏八木勲（『忠臣蔵』、2004年、テレビ朝日）